# Catocala frenchii
Catocala frenchii är en fjärilsart som beskrevs av Poling 1901. Catocala frenchii ingår i släktet Catocala och familjen nattflyn. Inga underarter finns listade i Catalogue of Life.